# 2. Luftwaffendivision
Die 2. Luftwaffendivision (2. LwDiv) war eine Division der deutschen Luftwaffe. Sie bestand unter diesem Namen von 1960 bis zur Auflösung am 18. April 2013 in Birkenfeld.

## Geschichte
Am 2. Januar 1959 wurde der erste Vorläufer der Division, damals mit der Bezeichnung Fliegerführer Süd (FlgFhr Süd) in Trier aufgestellt und 1961 nach Karlsruhe verlegt. In diesem Jahr erfolgte auch die Umbenennung in Fliegerdivision Süd (FlgDiv Süd). 1963 wurde diese nach Birkenfeld verlegt und zum 1. April 1963 in 5. Luftwaffendivision (In den Jahren 1990 bis 1994 sollte nochmals eine Division diese Nummer tragen) und zum 1. April 1971 in 2. Luftwaffendivision umbenannt.
Die 2. Luftwaffendivision erfüllte die Aufgaben der Luftverteidigung im Rahmen der NATO (4. Allied Tactical Air Force) und gliederte sich zunächst in:
- Jagdgeschwader 74
- zwei Flugabwehrraketen-Regimenter (FlaRak)
- zwei Fernmelderegimenter

### Luftwaffenstruktur 5
Ab 2001 nahm die Division die Struktur gemäß der Luftwaffenstruktur 5 ein. Bis zur Auflösung unterstanden dem Kommandeur damit das Jagdbombergeschwader 31 „Boelcke“, der Einsatzführungsbereich 3 in Holzdorf, das Jagdgeschwader 73 „Steinhoff“ aus Laage, das Jagdbombergeschwader 33 aus Büchel, das Hubschraubergeschwader 64 aus Holzdorf, die Einsatzunterstützungsgruppe der Luftwaffe aus Trollenhagen und das deutsche Verbindungskommando NAMFI auf Kreta.

### Auflösung
Im Rahmen des Stationierungskonzeptes 2011 wurden 2013 alle noch bestehenden Luftwaffendivisionen aufgelöst, der Auflösungsappell in Birkenfeld fand am 18. April 2013 statt. Die offizielle Außerdienststellung erfolgte mit Ablauf des 30. Juni 2013; ein Nachkommando blieb noch bis 2014 am Standort.

## Kommandeure

### Divisionskommandeure
- GenMaj Plocher, Hermann 1958 bis Dezember 1960
- BrigGen Hoffmann, Werner Eugen 1961 bis 30. September 1962
- BrigGen Hempel, Adolf 1. Oktober 1962 bis 31. März 1964
- GenMaj Hentz, August 1. April 1964 bis 30. September 1967
- GenMaj Gralka, Eberhard 1. Oktober 1967 bis 31. März 1968
- GenMaj Leuchtenberg, Werner 1. April 1968 bis 30. September 1969
- GenMaj Wilde, Hans 1. Oktober 1969 bis 30. September 1970
- GenMaj Mehlen, Hans-Werner 1971 bis 30. Juni 1971
- GenMaj Eschenbach, Klaus 1. Juli 1971 bis 30. September 1973
- GenMaj Schmitz, Werner 1. Oktober 1973 bis 30. September 1975
- GenMaj Meyn, Wilhelm 1. Oktober 1975 bis 30. Juni 1977
- GenMaj Eimler, Eberhard 1. Juli 1977 bis 28. Februar 1979
- GenMaj Raulf, Günter 1. März 1979 bis 30. September 1980
- GenMaj Feldhoff, Hans-Heinz 1. Oktober 1980 bis 31. März 1982
- GenMaj Bornstaedt, Hans-Wilhelm v. 1. April 1982 bis 31. März 1984
- GenMaj Sochaczewski, Joachim 1. April 1984 bis 30. November 1985
- GenMaj Poschwatta, Siegfried 1. Dezember 1985 bis 30. September 1989
- GenMaj Mende, Bernhard 1. Oktober 1989 bis 2. Oktober 1990
- GenMaj Koppe, Johann-Gottlieb 3. Oktober 1990 bis 30. September 1994
- GenMaj Vollstedt, Michael 1. Oktober 1994 bis 1997
- GenMaj Maeßen, Servatius 1997 bis 1999
- GenMaj Kurth, Klaus Dieter 1999 bis 2001
- GenMaj Schubert, Hans Joachim 2001 bis 2003
- GenMaj Ploeger, Friedrich-Wilhelm 2003 bis 09.2007
- GenMaj Müllner, Karl Oktober 2007 bis 31. März 2009
- BrigGen Fürst, Bernhard 1. April 2009[3]

### Chef des Stabes
- Oberst i.G. Haeffner, Paul 1964 bis 1966
- Oberst i.G. Bonne, Gerhard 1966 bis 1968
- Oberst Dölling, Hanns-Wolrad 1968 bis 1970
- Oberst i.G. Heinz, Helmut 1. April 1971 bis 30. September 1971
- Oberst i.G. Körner, Friedrich 1. Oktober 1971 bis 11. Dezember 1972
- Oberst i.G. Feldhoff, Hans-Heinz 12. Dezember 1972 bis 30. September 1974
- Oberst i.G. Brandt, Karl Ernst 1. Oktober 1974 bis 31. März 1980
- Oberst i.G. Mende, Bernhard 1. April 1980 bis 31. März 1983
- Oberst i.G. Engelhardt, Josef 1. April 1983 bis 8. Januar 1984
- Oberst i.G. Heyn, Uwe 9. Januar 1984 bis  September 1989
- Oberst i.G. Lange, Gunter  Oktober 1989 bis Juli 1990
- Oberst i.G. Baumann, Peter Otto August 1990 bis Mai 1993
- Oberst i.G. Heider, Ulrich Juni 1993 bis 1994
- Oberst i.G. Schulte-Sasse, Rudolf 1994 bis 2000
- Oberst i.G. Ballhausen, Gerhard 2000 bis 2001
- Oberst i.G. Krüger, Walter 2001 bis 2003
- Oberst i.G. Antes, Manfred 2003 bis 2007
- Oberst i.G. Rogalski, Dirk 2007 bis 16. Januar 2009
- Oberst i.G. Renn, Pedro 17. Januar 2009 bis